# LaTasha Colander
LaTasha Lavon Colander-Richardson (Portsmouth, 23 agosto 1976) è un'ex velocista e ostacolista statunitense.
In carriera è stata campionessa olimpica nella staffetta 4×400 metri a Sydney 2000.

## Record mondiali

### Seniores
- Staffetta 4×200 metri: 1'27"46 ( Filadelfia, 29 aprile 2000) (LaTasha Jenkins, LaTasha Colander, Nanceen Perry, Marion Jones)

## Palmarès
| Anno | Manifestazione    | Sede     | Evento      | Risultato        | Prestazione | Note |
| ---- | ----------------- | -------- | ----------- | ---------------- | ----------- | ---- |
| 1994 | Mondiali juniores | Lisbona  | 100 m hs    | Argento          | 13"30       |      |
| 1994 | Mondiali juniores | Lisbona  | 4×100 m     | Batteria         | dq          |      |
| 1999 | Mondiali indoor   | Maebashi | 200 m piani | Semifinale       | 24"35       |      |
| 2000 | Giochi olimpici   | Sydney   | 400 m piani | Quarti di finale | 52"07       |      |
| 2000 | Giochi olimpici   | Sydney   | 4×400 m     | Oro              | 3'22"62     |      |
| 2004 | Giochi olimpici   | Atene    | 100 m piani | 8ª               | 11"18       |      |
| 2004 | Giochi olimpici   | Atene    | 4×100 m     | Finale           | dnf         |      |
| 2005 | Mondiali          | Helsinki | 200 m piani | 5ª               | 22"66       |      |

## Campionati nazionali
- 1 volta campionessa nazionale dei 100 metri piani (2004)
- 2 volte campionessa nazionale dei 400 metri piani (2000, 2001)